# Siemaszkowszczyzna
Siemaszkowszczyzna (biał. Сямашкаўшчына, Siamaszkauszczyna; ros. Семашковщина, Siemaszkowszczina) – dawny chutor na Białorusi, w obwodzie grodzieńskim, w rejonie mostowskim, w sielsowiecie Gudziewicze.
Dawniej w województwie trockim Rzeczypospolitej Obojga Narodów. W czasach zaborów w granicach Imperium Rosyjskiego, w guberni grodzieńskiej, w powiecie grodzieńskim.
W latach 1921–1939 folwark leżał w Polsce, w województwie białostockim, w powiecie grodzieńskim, w gminie Łunna.
Według Powszechnego Spisu Ludności z 1921 roku zamieszkiwało tu 31 osób, 17 było wyznania rzymskokatolickiego a 14 prawosławnego. Jednocześnie 16 mieszkańców zadeklarowało polską przynależność narodową a 15 białoruską. Były tu 4 budynki mieszkalne.
Miejscowość należała do parafii prawosławnej i rzymskokatolickiej w Łunnie. Podlegała pod Sąd Grodzki w Skidlu i Okręgowy w Grodnie; właściwy urząd pocztowy mieścił się w Łunnie.
W wyniku napaści ZSRR na Polskę we wrześniu 1939 miejscowość znalazła się pod okupacją radziecką. 2 listopada została włączona do Białoruskiej SRR. 4 grudnia 1939 włączona do nowo utworzonego obwodu białostockiego. Od czerwca 1941 roku pod okupacją niemiecką. 22 lipca 1941 r. włączona w skład okręgu białostockiego III Rzeszy. W 1944 miejscowość została ponownie zajęta przez wojska radziecką i włączona do obwodu grodzieńskiego Białoruskiej SRR.